# Австрийски пинчер
Австрийският пинчер (на немски: Österreichischer Pinscher) е порода кучета-пазачи. Възниква като куче за охрана на добитък, лов на плъхове и защита на дома. Присъства на много картини, изобразяващи селския живот през XVIII век.

## Стандарт
Австрийският пинчер, който е родственик на гладкокосместия немски пинчер, никога не е бил много известнен извън пределите на родината си. И днес породата е рядка извън Австрия. Обща характеристика:
- Височина в холката: 36 – 51 см
- Тегло: 12 – 18 кг
- Космена покривка: Къса, остра, подкосъмът е гъст
- Окраска: Нюанси на жълтото, рижаво-червено, черно-кафяво, тигрово; всички окраски с или без бели петна
- Глава: Неголяма, муцуната изпъква напред, челото е много широко, ушите са високо поставени, неголеми, висящи
- Опашка: Завърта се около гърба
- Продължителност на живота: 12 – 14 години

## Характер
Породата е развъдена да бъде работна, поради което не било от нужда тя да бъде миролюбива с други кучета или с хора. Въпреки това с познати хора австрийският пинчер се държи добре.

## Предназначение
При добра дресировка австрийският пинчер може да стане отличен пазач, лаещ при всеки подозрителен звук. Сега обаче той се използва по-често като куче-компаньон.